# Spits kroeskopje
Het spits kroeskopje (Comatricha tenerrima) is een slijmzwam behorend tot de familie Stemonitidaceae. Hij leeft saprotroof op naaldhout.

## Kenmerken
Kleinere sporocarpen dan die van andere Comatricha soorten. Het spits kroeskopje heeft een persistente peridium aan de basis van de sporotheca, wat onderscheidend is ten opzichte van andere Comatricha soorten. De sporen hebben een diameter van ongeveer 15–18 μm. 

## Verspreiding
In Nederland komt het spits kroeskoopje zeldzaam voor.